# Telefonpapa
A Telefonpapa 1982-ben bemutatott magyar ifjúsági tévéfilm.

## Története
|  | Alább a cselekmény részletei következnek! |

Andris, a főszereplő, már egészen kicsi korától kezdve a telefon mellett nő fel, sőt talán első szavait is a telefonkagylóba mondta, amikor apja telefonon érdeklődött hogyléte felől. Kamaszként édesanyja is telefonon ad utasításokat Andrisnak. Nem csoda, hogy barátot is telefonon keresztül szerez magának.
|  | Itt a vége a cselekmény részletezésének! |

## Szereplők
- Apa: Haumann Péter
- Anya: Halász Judit
- Gyermekük: Léner András
- Telefonbarát: Csákányi László

## Külső hivatkozások
- Filmkatalógus.hu
- Est.hu
- MTV Online
- Hmdb[halott link]